# 朱美埻
西河靖恭王朱美埻（1411年—1456年），明朝晉藩第一代西河王，晉定王朱濟熺的庶第四子。

## 生平
洪熙元年（1425年）十二月，獲賜名美埻，封鎮國將軍。宣德十年（1435年），朱美埻與朱美垸、朱美垙兄弟三人定居平陽府，以看守父親朱濟熺的塋園，並負責祭祀。正統二年（1437年）八月，進封西河王。
正統六年（1441年），朱美埻奏請免除舅父徐原等人的軍伍身份，明英宗從之。
景泰七年（1456年）七月，朱美埻去世，享年四十六歲，諡號靖恭。一年後，嫡長子朱鍾鑅襲爵。

## 家庭

### 妻
- 賈氏，臨汾縣民賈整女，宣德三年（1428年）七月冊為鎮國將軍夫人[7]，正統三年（1438年）九月冊為西河王妃[8]

### 子嗣
- 嫡長子：西河長子→西河順簡王朱鍾鑅
- 第二子：鎮國將軍朱鍾錠
- 第三子：鎮國將軍朱鍾鏇
- 第四子：鎮國將軍朱鍾釛[9]
- 第五子：鎮國將軍朱鍾鉻[10]
  - 孫：輔國將軍朱奇洋[11]
- 第六子：鎮國將軍朱鍾錉
- 第七子：鎮國將軍朱鍾錪[12]
- 第八子：鎮國將軍朱鍾鉿[13]
- 第九子：鎮國將軍朱鍾鉄
- 第十子：鎮國將軍朱鍾銆[14]

### 女
- 第二女：蔚汾縣主，儀賓陳璽[15]
- 女：阜平縣主，儀賓淮玉[14]